# 머논가힐라강

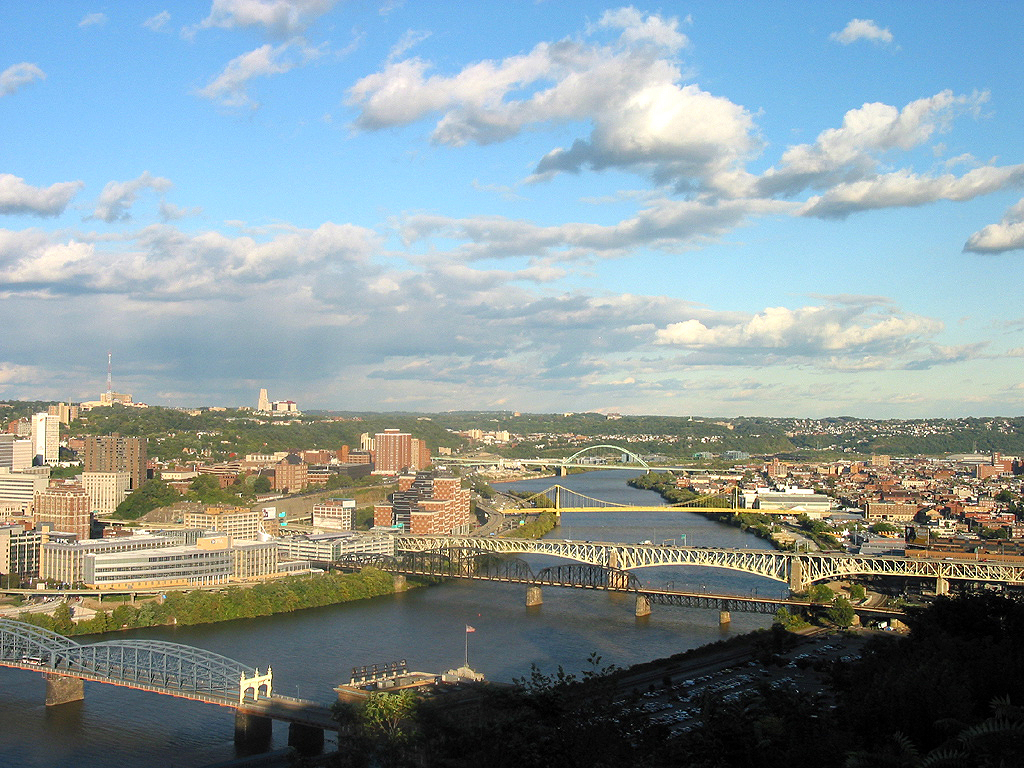
중앙 안쪽에서 흘러나오는 머논가힐라강이 왼쪽 피츠버그 다운타운에서, 왼쪽에서 앨러게니강이 합류하여 오하이오강이 된다.

머논가힐라강(Monongahela River)은 미국 웨스트버지니아의 앨러게니고원에서 발원하여 펜실베이니아를 지나 피츠버그에서 앨러게니강이 합류하여 오하이오강이 되는 길이 209 km의 강이다. 피츠버그 근처에서 편리한 수운을 이용하여 제철소 등의 공장이 많다. 머논가힐라라는 명칭은 이 지역의 말로 ‘가파른 강둑’(그래서 무너지기 쉬운)(Mechmenawungihilla 또는 Menawngihella)에서 유래했다는 설이 있다.

## 같이 보기
- 앨러게니강
- 오하이오강